# Choley Yeshe Ngodub

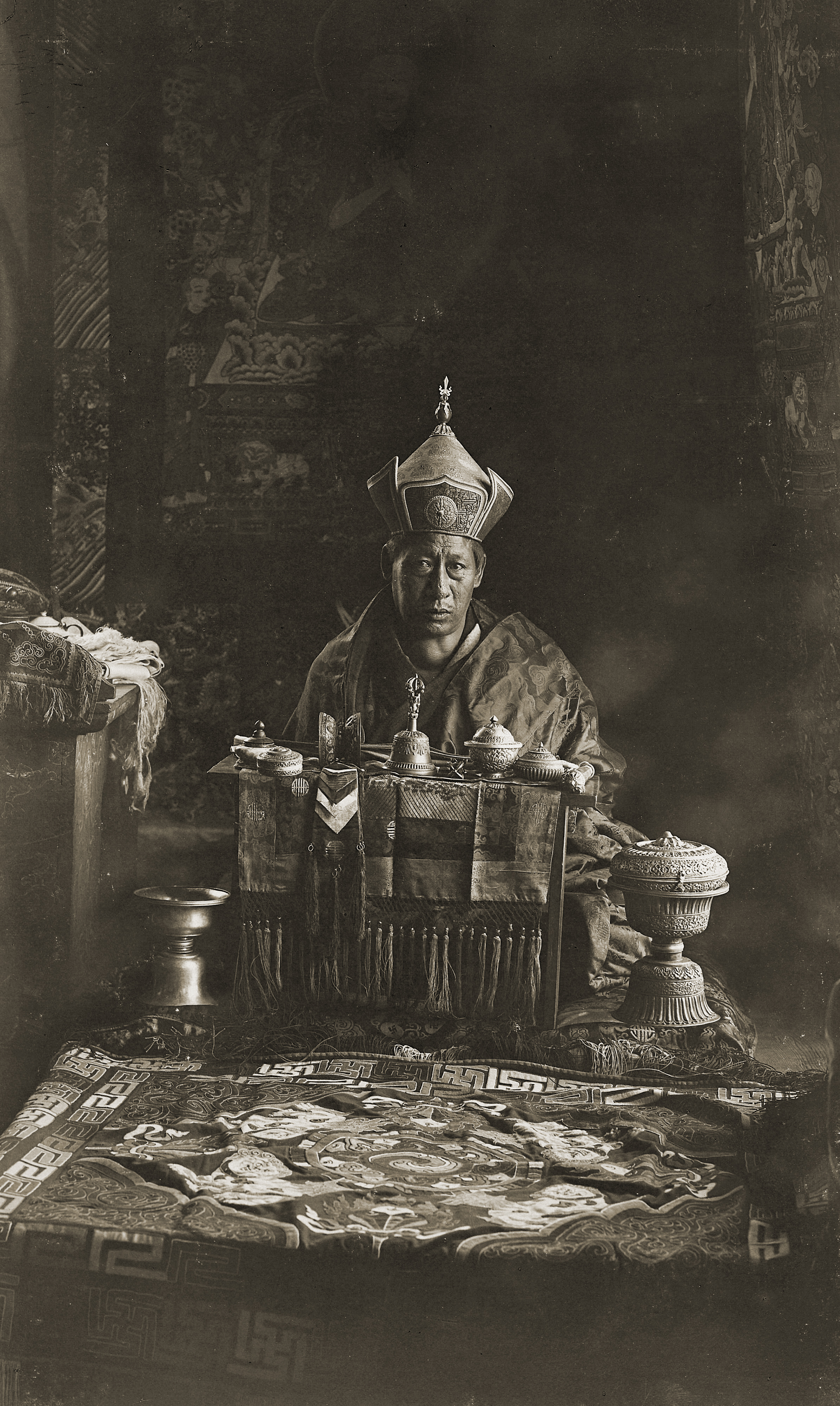
Choley Yeshe Ngodub.

Choley Yeshe Ngodub (1851 - 1917) foi um Druk Desi do Reino do Butão, reinou de 1903 a 1905. Foi antecedido no trono por Sangay Dorji e foi o último representante a usar o título nobiliárquico de Desi Druk. Foi seguido no trono pelo Marajá Ugyen Wangchuck da Dinastia Wangchuck.